# Sorrento
Sorrento (Surriento în napoletană) este o comună parte din provincia Napoli, Campania, în sudul Italiei.

## Localități înfrățite
- Argentina Mar del Plata - Argentina
- Japonia Kumano - Japonia începând cu 2001
- Statele Unite ale Americii Santa Fe - Statele Unite ale Americii începând cu 2000
- Norvegia Skien - Norvegia începând cu 2004
- Franța Nizza - Franța[2]

## Personalități legate de Sorrento
- Torquato Tasso (n. Sorrento 1544 - d. Roma 1595), poet italian.
- Sophia Loren, cetățean de onoare al orașului.
- Henrik Ibsen, dramaturg norvegian, a locuit în Sorrento în perioada în care a scris Peer Gynt (1867) și Strigoii (1881).

## Demografie
Sorrento - evoluția demografică

|  | Graficele sunt indisponibile din cauza unor probleme tehnice. Mai multe informații se găsesc la Phabricator și la wiki-ul MediaWiki. |

Date: Recensăminte sau birourile de statistică - grafică realizată de Wikipedia